# Династія Чжоу
Династія Чжоу (кит.: 周朝; піньїнь: Zhōucháo) — династія і держава в Китаї, що існувала у 1046－256 рр. до н. е. (за іншими даними, 1027—221 рр. до н. е.). Її правління було найдовшим у китайській історії, хоча політичний і військовий контроль вона зберігала лише до 771 року до н. е. Цей період називають періодом Західної Чжоу. Наступна половина існування династії носить назву Східна Чжоу: цей період вміщує в себе період Чуньцю та значну частину періоду Воюючих царств.

## Західна Чжоу
Існування — приблизно 1000 — 770 роки до н. е.
Правителі Шан були скинуті васалами — представниками родини Цзі 姬. Нова династія побудувала свою столицю поблизу сучасного Сіаня, а пізніше, приблизно у 750 році до н. е., втекла від варварів, які вторглися в країну і осіли поруч з нинішнім Лояном.
У цей період держава була суто феодальною. В центрі державних земель — земля «Сина неба» 天子 — вана (домен Чжоу), оточена ленами васалів чжухоу. Ступінь централізації країни та політичної автономії її частин, ритуально підпорядкованих вану, залишається предметом історичних досліджень.

### Наслідки
1. Жодних можливостей розширення центральної влади.
2. Зміцнення васалів, котрі закликали до країни кочівників. Згодом, у 770 році до н. е. через перенесення столиці до Ляояна було втрачено більшу частину імператорських володінь.

## Східна Чжоу
(докладніше див. Східна Чжоу)
Існування — приблизно 770 — 256 р. до н. е.
З 770 р. до н. е. ці правителі вели між собою запеклі війни. Влада ванів слабшає, володарі ленів стають більш незалежними. Утворюються більші князівства, які об'єднуються лише для оборони від кочівників.

### Наслідки
1. Розлад у країні через тривалі війни, внаслідок яких частина знаті зубожіє.
2. Набувають більшого значення селяни, оскільки відтепер вони стають вирішальним фактором у веденні війни(не знатні колісничні, а селяни вирішували долю битв).
3. Купецький стан стає державотворчим елементом: він збирає натуральні податки з ленників, котрі мали важливе значення для постачання міст продуктами харчування.
4. У цьому періоді тривала плідна творчість уславлених мислителів Стародавнього Китаю — Конфуція, Лао-цзи, Мо-цзи, Сюнь-цзи, Мен-цзи.
5. За часів династії працював відомий лікар Ван Шухе

## Історичні пам'ятки
1. Цзен-хоу Ї му — одна з важливіших пам'яток Китаю середини епохи Чжоу.